# Estratelata
Estratelata (em grego: στρατηλάτης; romaniz.: Stratēlatēs; "condutor; líder do exército") era um termo grego designando um general, que também tornou-se uma dignidade honorária no Império Bizantino. No primeiro sentido, foi frequentemente aplicada para santos militares, tais como Teodoro Estratelata.
No Império Romano tardio e Império Bizantino inicial o título foi usado, junto com o anteriormente estabelecido estratego, para traduzir para grego o ofício de mestre dos soldados (magister militum). No século VI, contudo, a Novela 90 do imperador Justiniano I (r. 527–565) atesta a existência de um título de nível honorífico médio, que foi classificado ao lado de apo eparchōn ("ex-prefeito"). Um protoestratelata ("primeiro estratelata") Teopempto é atestado em um selo do século VII, provavelmente indicando a mais alta dignidade entre toda a classe dos estratelatas. Este estratelata foi uma dignidade puramente honorífica, ligada a nenhum ofício, e declinou mensuravelmente em prestígio durante os séculos VII e VIII: evidências sigilográficas mostram que veio a ser ostentado pelos mais baixos oficiais da burocracia imperial, como os comerciários (kommerkiarioi; supervisores aduaneiros), curadores (kouratores; supervisores dos estabelecimentos imperiais) e os notários (notarioi; secretários imperiais).
No final do século IX, foi classificado na parte inferior da hierarquia das dignidades imperiais (junto com o apo eparchōn), como atestado no Cletorológio do Filoteu. O Cletorológio também registra que a dignidade foi conferida pela atribuição de um codicilo ou diploma (em grego: χάρτης), mantendo a prática do século VI. Nos séculos X-XI, o termo retornou para seu significado militar original, sendo usado como para generais seniores, incluindo os comandantes-em-chefe (os domésticos das escolas) do Oriente e Ocidente. Ao mesmo tempo, contudo, a presença de um tagma (regimento profissional) chamado de estratelatas é atestado na Ásia Menor no final do século X, formado pelo imperador João I Tzimisces (r. 969–976).